# Полубарский сельсовет
Полубарский сельсовет — упразднённая административно-территориальная единица, существовавшая на территории Московской губернии и Московской области до 1939 года.
Полубарский сельсовет был образован в первые годы советской власти. По данным 1922 года он входил в состав Федорцевской волости Сергиевского уезда Московской губернии.
По данным 1926 года в состав сельсовета входили деревни Демидово, Морозово, Полубарское и Строилово.
В 1929 году Полубарский с/с был отнесён к Константиновскому району Кимрского округа Московской области.
17 июля 1939 года Полубарский с/с был упразднён. При этом селения Полубарское и Демидово были переданы в Федорцевский с/с, а Строилово — в Веригинский с/с.